# Ensemble de bijoux de Vulci
L'ensemble de bijoux de Vulci, également connu sous le nom de groupe de Vulci, est un ensemble de bijoux étrusques datant du Ve siècle av. J.-C. Le trousseau funéraire représente l'un des ensembles de bijoux étrusques les plus riches et les plus impressionnants jamais trouvés. Il fait partie de la collection du Metropolitan Museum of Art de New York.
L'histoire de l'ensemble est inconnue. Il a été découvert dans une tombe étrusque à deux chambres sur le site antique de Vulci dans le Latium en Italie en 1832. Le site funéraire comportait une tombe à deux chambres d'un homme et d'une femme, qui étaient très probablement mariés.

## Description
Le groupe de Vulci est un ensemble composé de dix pièces de joaillerie : une paire de boucles d'oreilles, un collier, trois fibules et cinq bagues. Le collier lui-même est composé de onze pendentifs attachés à des perles. Sur les pendentifs sont représentés un satyre ou peut-être le dieu Achélôos et une tête de femme flanquée d'ailes et d'une autre tête ; ces motifs alternent. Sur chaque pendentif se trouvent également des imitations de cornaline et d'agate à bandes. Des sirènes forment les fermoirs au bout du collier.
Cinq anneaux font partie de cet ensemble. L'un est une fine bande d'or avec un cartouche d'une sphinge et d'un lion, daté d'environ 530 avant notre ère. Une autre bague a une bande d'or beaucoup plus épaisse et, contrairement au reste de l'ensemble, elle provient de la chambre funéraire de l'homme. Elle comporte une cornaline ovale et est flanquée de têtes de satyre de chaque côté. Un troisième anneau comporte une bande d'or avec une cornaline rouge qui a un scarabée dessus. Il pivote pour montrer un homme tenant une massue, peut être Hercule. Une bague similaire en agate à bandes présente également un scarabée, ainsi qu'un jeune tenant une épée tout en s'appuyant sur un pilier. Enfin, il y a une autre grande bande d'or, avec un lion au repos. Il est entouré de palmettes rayonnantes.
Trois broches font également partie de l'ensemble. L'une comporte des segments qui se rejoignent pour former une fleur de grenade. Une autre est beaucoup plus simple, avec une petite sphère, mais peu décorée. Enfin il y a une fibule à double tête de sphinge, ainsi que des rosettes. Les boucles d'oreilles formant l'ensemble ont la forme d'un disque en or, avec un filigrane partant du centre. Dans la bande d'or et au centre se trouvent des pierres en cristal de roche, bien que certaines manquent maintenant. Ce type de boucle d'oreille était courant dans l'art étrusque, avec des exemples similaires au British Museum à Londres.

## Histoire
Cet ensemble d'orfèvrerie a été trouvé dans une tombe à deux chambres à Vulci par Domenico Campanari en 1832. Le tombeau longeait la rivière Fiora et toute la famille de Campanari a participé aux travaux archéologiques dans la région, ainsi qu'à Poggio Buco et en Toscane. Le travail de la famille sur les fouilles étrusques était si influent qu'ils ont aidé à organiser certaines des toutes premières expositions d'art étrusque dans des endroits comme Londres.
À l'intérieur du tombeau, une chambre funéraire était réservée à l'homme qui y était enterré et l'autre à une femme. C'est dans la partie de la tombe de la femme que le groupe de Vulci a été trouvé. Les bijoux passèrent successivement aux mains de Jacques Claud, du Bargon Beugnot, puis à Rougemont de Lowemberg. En 1930, l'ensemble était sur le marché des antiquités et le musée new-yorkais l'a acheté en 1940.

## Influence
Le groupe de Vulci est extrêmement important pour l'intérêt porté à la culture étrusque au cours du XIXe siècle. En raison de la richesse des matériaux à l'intérieur et à d'autres découvertes similaires, notamment une tombe sur la propriété du prince de Canino en 1828, il était devenu courant et à la mode pour les riches d'acheter des bijoux d'imitation étrusque. La famille Castellani a été ainsi l'une des plus connues pour ses créations d'œuvres d'influence étrusque.